# 薄暮 (動畫電影)
《薄暮》（日语：薄暮）是由山本寬執導，由Twilight Studio製作，於2019年6月21日上映的日本動畫電影。同屬山本寬執導短篇動畫《blossom》、動畫《Wake Up,Girls!》的｢東北三部作」最終章。

## 登場角色
- 小山佐智：

配音：櫻田日和（日本）
本作女主角，音樂社社員。擅長拉小提琴。
- 雉子波祐介：

配音：加藤清史郎（日本）
本作男主角，美術社社員。擅長繪畫。為繪製薄暮的風景畫來到佐智每天等公車的站牌，因而與她相識。
- ひいちゃん：

配音：佐倉綾音（日本）
音樂社社員，佐智的好友，個性活潑。
- リナ：雨宮天
- 松本先輩：

配音：花澤香菜（日本）
音樂社成員，個性嚴肅。
- 部長：高橋大輔
- 小山昇（佐智的父親）：下野紘
- 小山聰子（佐智的母親）：島本須美
- 小山惠美（佐智的姊姊）：福原香織
- 岡村さん：大坪由佳
- 遠野双葉：赤池沙也加
- 川村明里：鳥井響

## 製作人員
- 原作、劇本・監製、監督、音響監督：山本寛
- 制作總指揮：和田浩司
- 人物設計、總作画監督：近岡直
- 音響演出：山田陽
- 音樂：鹿野草平
- 色彩設計：村口冬仁
- 美術監督：Merrill Macnaut
- 主要製作人：伊藤光彦
- 發行：Presidio
- 動畫製作：Twilight Studio

## 外部連結
- 薄暮官方網站 （页面存档备份，存于）